# Andreas D. Fröhlich
Andreas D. Fröhlich (Mannheim, 30 novembre 1946) è un insegnante tedesco di pedagogia speciale.
I suoi ambiti di specializzazione sono la pedagogia speciale e l’integrazione di cura e pedagogia.

## Biografia
Dopo gli studi in filosofia e pedagogia generale e speciale, ha lavorato molti anni con bambini e ragazzi difficili e con disabilità gravi. In questo periodo ha elaborato, con il suo team, il concetto della stimolazione basale (Basale Stimulation). Ha occupato diverse cattedre nelle Università tedesche: promosso nel 1986 alla cattedra di psicologia pedagogica a Colonia, ha occupato poi quella di pedagogia delle disabilità corporee a Mainz e quindi quella di pedagogia delle disabilità mentali ad Heidelberg nel 1989. Dal 1994 al 2007 ha occupato la cattedra di pedagogia speciale generale presso l’Istituto di pedagogia speciale all'Università di Coblenza-Landau.
Attraverso i suoi lavori pratico-teorici è riuscito a mostrare che la supposizione di un limite minimo della capacità di apprendimento (untere Grenze der Lernfähigkeit) in persone con disabilità cognitive non è scientificamente sostenibile. Il cosiddetto riposo dall'obbligo scolastico (Ruhen ref Schulpflicht) praticato in passato in quasi tutta la Germania, non rappresenta più lo stato della conoscenza. Gradualmente il diritto allo studio di questi bambini e giovani è stato riconosciuto e messo in pratica a mezzo di provvedimenti giuridici.
In collaborazione con Christel Bienstein ha trasferito le sue intuizioni su pazienti in stato di incoscienza, in coma, in stato vegetativo e persone affette da demenza senile. L’intuizione di Fröhlich è che fin quando un uomo vive è capace quantomeno di un minimo adattamento, può apprendere, cambiare e svilupparsi. Di conseguenza un'assistenza meramente infermieristica non soddisfa i bisogni e le possibilità di queste persone, mentre attività pedagogiche in senso lato sono sensate. Il concetto della stimolazione basale sviluppato da Fröhlich è ormai parte regolare nella formazione del personale assistenziale in Germania e in molti paesi europei si insegna e si pratica secondo i suoi principi nella cura degli anziani e infermi.
Dal 1984 è disponibile una diagnostica di stimolo per bambini con disabilità gravi che Fröhlich ha sviluppato assieme a Ursula Haupt. Questo strumento diagnostico viene utilizzato ad oggi in edizioni integrate e ampliate.
Nel ruolo di docente trasmette ai suoi studenti competenze di base e specialistiche pedagogico-diagnostiche e pedagogico-terapeutiche.
Fröhlich ha promosso la fondazione dell'Associazione internazionale per la promozione della stimolazione basale e della Fondazione “leben pur”. È stato membro fondatore di diverse ONG europee. Ha fatto parte per molti anni dell’associazione federale per persone con disabilità corporee e multiple della Repubblica federale tedesca (Bundesverband für Körper- und Mehrfachbehinderte Menschen) in quanto presidente del comitato scientifico.
Molte delle sue pubblicazioni sono state tradotte in diverse lingue.

## Onorificenze e riconoscimenti
Fröhlich è stato insignito della Bundesverdienstkreuz ("croce al merito federale") e della medaglia d'oro al valore dell'Associazione professionale tedesca per le cure infermieristiche. L'associazione federale per persone con disabilità corporee e multiple della Repubblica federale tedesca (Bundesverband körper- und mehrfachbehinderte Menschen) gli ha conferito per primo la medaglia d'oro al valore, l'Università Elisabeth di Bratislava la medaglia d'oro per particolari meriti nelle scienze della cura. È membro onorario dell'Associazione internazionale per la promozione della stimolazione basale (Internationalen
Fördervereins für Basale Stimulation). A Krautheim gli è stata intitolata una scuola per persone con disabilità corporee. Nel 2007 ha ricevuto la medaglia di Stato Rheinland-Pfalz per particolari meriti nel sociale. Nel 2015 ha ricevuto la laurea honoris causa dell'Università di Witten/Herdecke. Nel 2019 la scuola per malati di Unna-Königsborn ha scelto il suo nome
Andreas Fröhlich.